# حمله انتحاری ۱۶ اسد ۱۳۹۸ کابل
یک ماشین بمب‌گذاری شده به صورت انتحاری در یک ایست بازرسی در خارج از ایستگاه پلیس در پایتخت افغانستان، کابل، در ۷ اوت ۲۰۱۹ منفجر شد.این انفجار در اوایل صبح در یک محله غالب شیعه نشین در غرب کابل رخ داد.دست کم ۱۴ نفر کشته و ۱۴۵ نفر زخمی شدند که اکثر آنها غیرنظامی و از شهروندان بودند.طالبان، مسئولیت این حمله را برعهده گرفت.این حمله در حالی صورت گرفت که مذاکراتی بین طالبان و ایالات متحده آمریکا در حال انجام بود.

## پیش زمینه
به دنبال حملات ۱۱ سپتامبر، ایالات متحده از طالبان خواست که اسامه بن لادن، رهبر گروه القاعده را تحویل دهند.پس از امتناع طالبان، ایالات متحده و سایر ملیت‌ها به افغانستان حمله کردند.طالبان همچنان بر ۵۹ منطقه تسلط دارد.
با گذشت سالها، ایالات متحده برای پایان دادن به جنگ با طالبان وارد مذاکره بااین گروه شده است، که یک راه حل احتمالی مستلزم خروج سربازان آمریکایی قبل از انتخابات ریاست جمهوری سال ۲۰۲۰ ایالات متحده در ژوئیه و اوت ۲۰۱۹ است. علی‌رغم مذاکرات صلح جاری، طالبان غیرنظامیانی را هدف قرار داده که در انتخابات ریاست جمهوری ۲۰۱۹ افغانستان می‌توانستند شرکت کنند. این گروه تهدید کرده است که انتخابات ۶ اوت را مختل خواهد کرد، چرا که این انتخابات را «بی‌ارزش» و فاقد مشروعیت می‌داند.
این اولین باری نیست که یک ایستگاه پلیس مورد هدف قرار گرفته است. در آوریل سال ۲۰۱۹، طالبان در غرب افغانستان حمله ای را ترتیب داد که در آن ۳۰ سرباز و افسر پلیس کشته شدند. یک رویداد مشابه در ۲۷ ژوئیه ۲۰۱۹ اتفاق افتاد، هنگامی که یک بمب انتحاری در نزدیکی مقر پلیس در استان غزنی سه افسر پلیس را کشته و ۱۲ نفر را زخمی کرد. سازمان ملل متحد در افغانستان اظهار داشته است که ماه ژوئیه سال ۲۰۱۹ به دلیل افزایش تلفات غیرنظامیان، از مرگبارترین ماه‌ها در افغانستان بوده است.

## حمله
بمب حوالی ساعت ۹ صبح در ۷ اوت ۲۰۱۹، هنگامی که یک وسیله نقلیه ورودی حوزه ششم امنیتی در یک منطقه پر رفت‌وآمد شهر کابل و در نزدیکی یک مرکز آموزش نظامی مربوط به وزارت دفاع افغانستان را هدف قرار داد منفجر شد. وسیله نقلیه در یک پاسگاه امنیتی در خارج از ساختمان متوقف شده بود. دفتر مرکزی پلیس در محله شیعه نشین قرار داشت. مقر پلیس و مرکز آموزش نظامی اهداف اصلی این انفجار بودند. این انفجار دود غلیظی را در آسمان برجای گذاشت. در این انفجار ۱۴ نفر کشته شدند، از جمله چهار افسر پلیس، و ۱۴۵ زخمی که بیشتر آنان، زنان و کودکان بودند. ۹۲ نفر از مجروحان غیرنظامی بودند. دو نفر از مهاجمان کشته شدند، اما یکی بازداشت شد. بمب استفاده شده، یک بمب جاساز شده در ماشین شناسایی شده در حالی که طالبان ادعا می‌کند بمب بزرگتری در کامیون جاساز شده بود.